# 王灝兒
王灝兒（英語：Joey Wong，1990年6月18日—），香港女歌手、演員，常稱為JW，為中菲混血兒，擅長舞蹈，包括芭蕾舞、Hip Hop、爵士舞、土風舞等，現為無綫電視經理人合約藝員及星夢娛樂旗下女歌手，被譽為「樂壇小天后」。
她於2010年樂壇頒獎典禮囊括三台新人女歌手的獎項，包括《2010年度十大勁歌金曲頒獎典禮》「最受歡迎新人獎 金獎」、《新城勁爆頒獎禮2010》「新城勁爆新人王」及《第三十三屆十大中文金曲頒獎音樂會》「最有前途新人獎 銀獎」。她更在2018年1月舉行出道以來的第一次紅館演唱會，門票在開售不久就宣告售罄，成績傲人。2021年及2022年，王灝兒連任無綫電視歌唱選秀節目《聲夢傳奇》及《聲夢傳奇2》導師。

## 個人經歷

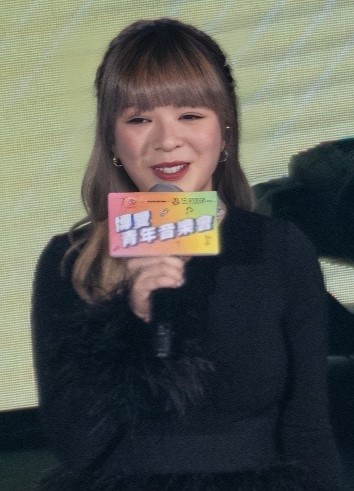
2022年12月3日，王灝兒於灣仔伊利沙伯體育館出席《博愛青年音樂會》

### 早期生活：2009年以前
王灝兒曾就讀香港靈糧堂幼稚園、瑪利曼小學、瑪利曼中學及南島中學（預科）。2008年入讀倫敦國王學院，主修地理。
王灝兒幼年時（1995年）曾拍攝新鴻基地產加州豪園的廣告。
王灝兒參加過許多歌唱比賽。曾於瑪利曼中學的一年一度盛事—「Talent Quest」，數度奪得「English solo」冠軍，中三時更奪得「Overall Champion」之殊榮。2006年參加「Spice It Up 學園祭」並獲得亞軍，僅敗於冠軍的鄧紫棋。其後更在Westlife的亞洲巡迴演唱會（Westlife's Face to Face Asia Tour）的記者會中擔任表演嘉賓。

### 出道初期：2010年－2011年
2010年，王灝兒進入樂壇，並加盟黎明旗下所屬的A Music，於5月發表其第一首派台歌曲《掛念好友》。為保持其神秘，其唱片公司刻意不讓她公開露面或出席活動，樂迷一直只聞其聲，而MV亦只邀請Janice Man擔任女主角，自己則沒有曝光。
2010年6月王灝兒發表第二首派台歌曲《男人信什麼》，是一首與其同門師姐衛蘭合唱的歌曲，此合唱歌曲在派台幾星期就奪得三個台流行榜的冠軍，是王灝兒出道的一首代表作，然而至此王灝兒仍未露面。
同時，A Music宣佈王灝兒於2010年7月24日在香港國際展貿中心舉行其首個音樂會「JW掛念好友音樂會」，當時王灝兒為首度露面，而音樂會亦會由A Music老闆黎明擔任司儀。門票於發售後數天已售罄，最後更需要加場。
緊接音樂會的空前成功，王灝兒順勢於7月29日推出出道以來的首張EP《Los Angeles》，並推出歌曲《今天不見人》及《孤單不要怕》，派台之後也成功佔據各大流行音樂排行榜的頭幾位，成績傲人。
對於王灝兒露面比較小的情況，據《東張西望》訪問透露，王灝兒的家人希望她能專注於學業，所以不想她露面太多，而她亦會回外國繼續讀書，至於會否出席樂壇頒獎典禮，則要看其家人表示，期間她曾出席衛蘭的演唱會《Fairy衛蘭2010紅館演唱會》擔任其表演嘉賓，共演繹了《男人信什麼》及《掛念好友》兩首歌曲。
然而其後，王灝兒於2010年尾再度回港出席樂壇頒獎典禮，囊括三台新人女歌手的獎項。雖然在商台所舉行的《2010年度叱咤樂壇流行榜頒獎典禮》沒有奪得獎項外（因A Music和商台一直處於交惡關係，故沒有出席頒獎典禮），於其他3個樂壇頒獎典禮均奪新人獎，包括《2010年度十大勁歌金曲頒獎典禮》「最受歡迎新人獎 金獎」、《新城勁爆頒獎禮2010》「新城勁爆新人王」及《第三十三屆十大中文金曲頒獎音樂會》「最有前途新人獎 銀獎」。而和師姐衛蘭合唱的《男人信甚麼》亦在《2010年度十大勁歌金曲頒獎典禮》奪得「十大勁歌金曲金獎」。
王灝兒在《IFPI香港唱片銷量大獎2010》裡獲得三個獎項，分別是「十大銷量廣東唱片《Los Angeles》」、 「十大銷量本地歌手」及「最暢銷本地女新人」。同時，歌曲《男人信什麼》更獲得七大數碼音樂香港數碼音樂頒獎禮的「最高次數點播歌曲」、「最高次數下載歌曲」、「最高次數原音鈴聲歌曲」、「最高次數接駁鈴聲歌曲」以及「最高次數下載的MV」。
踏入2011年，王灝兒於該年9月舉行首個歌迷見面會，分別在廣州及香港舉行。同時宣佈新歌《Falling In Love》及其MV。其後，她在10月21日的TVB勁歌金曲、 東方電視以及樂Loop首播全新MV《Juicy Girl》。《Juicy Girl》是她第一首跳舞曲，王灝兒更在《Leon X U 紅館演唱會2011》及台灣Ermenegildo Zegna台北活動表演這首歌。
同年10月，她為海洋公園「十月全城哈囉喂」唱廣告歌，同時更為時裝品牌「Juicy Girl」代言Fall & Winter系列。她的第二張EP《That's Me》於11月4日推出，其第一及三首派台主打歌《毫無自制》及《Juicy Girl》奪得TVB勁歌金榜的冠軍位置。

### 低潮時期：2012年－2014年
王灝兒在2012年6月正式投入樂壇，更表示父母非常贊成她在樂壇發展。然而把專注力完全投放到樂壇的她卻未能承接出道以來的成功，雖然每年也繼續有推出全新歌曲，卻多次未能在派台上取得理想成績，導致其在樂壇的聲勢大跌，奪得的獎項數量不復2010年時期勇，又網民把這歸咎與唱片公司老闆黎明，指他在公司裡面冷藏了王灝兒多年，造成她在這幾年內得不到甚麼成績。
王灝兒在2012年裏沒有推出全新的專輯，卻共推出了三首歌曲，首先是收輯在舊專輯《掛住你》，然而卻未能登上各大電台流行音樂排行榜的任何位置。到了年尾，她又推出全新單曲《Do Me More》及《愛到超載》，雖然歌曲《Do Me More》成為了一首派台冠軍歌，可是歌曲《愛到超載》卻同樣未能登上各大電台流行音樂排行榜的任何位置，在年末的諸多頒獎禮中也未能奪得任何獎項。
在2012年裡面，王灝兒在4月被邀請到台北101的Ermenegildo Zegna活動中做表演嘉賓，並唱出《Juicy Girl》及Rihanna的冠軍單曲《Only Girl （In the World）》。亦她於7月被邀請到母校瑪利曼85週年紀念晚宴做表演嘉賓。
踏入2013年，王灝兒也沒有推出全新專輯，只推出兩首歌曲《飄浮女孩》及電影《喜愛夜蒲3》主題曲《Feel The Bass》，並另派台歌曲《Feel The Bass》的Radio Edit Version版本，該歌曲成為了新城流行音樂榜的派台冠軍歌，歌曲《飄浮女孩》成功進佔多個電台流行音樂榜的前幾位。在年末的各大流行音樂樂壇頒獎典禮中，奪得了新城勁爆頒獎禮新城勁爆人氣歌手獎與第9屆「勁歌王」全球華人樂壇音樂盛典最佳跳舞歌手，歌曲《Feel The Bass》則奪得新城勁爆頒獎禮新城勁爆跳舞歌曲。
2014年，王灝兒沒有推出全新專輯，推出歌曲《I Need A Friend》、《Could You Be My Friend》及與大前輩蘇永康合唱的歌曲《性情中人》，然而《I Need A Friend》及《Could You Be My Friend》兩首歌曲卻未能打進各大電台流行音樂排行榜的任何位置，她在年末的各大流行音樂樂壇頒獎典禮中只能在新城勁爆頒獎禮裏奪得獎項，包括新城勁爆跳唱歌手、新城國語力人氣偶像等等。

### 高峰時期：2015年－2020年
2015年，王灝兒與A-Music合約正式完結，同年7月正式宣佈加盟她的新唱片公司Sunny Idea，與Yellow!成為同門師兄妹。
王灝兒的首支主打《矛盾一生》於同年10月面世，歌曲更先後於無綫電視、香港電台及商業電台的流行音樂榜上奪得冠軍，成為她出道以來的第二首三台冠軍歌，也是出道以來的第一首單人的三台冠軍歌，該歌曲更成爲YouTube上觀看次數最多的粵語音樂影片之一，是她在網上最成功的一首歌曲，也成為了她最出名的代表作之一。
剛剛加入新公司的王灝兒，在年末的各大流行音樂樂壇頒獎典禮中憑藉歌曲《矛盾一生》，奪得了《2015年度YAHOO!搜尋人氣大獎》「人氣歌曲」和《新城勁爆頒獎禮2015》「新城勁爆演繹大獎」兩項獎項。
2016年是王灝兒人氣達到出道以來最高的一年，繼上年歌曲《矛盾一生》的空前成功，她在該年再接再厲，在年頭推出兩首新歌《多少年》及《自由飛翔》，完成了與歌曲《矛盾一生》集成的三部曲，而且繼續沿用《矛盾一生》的班底，兩首歌曲在派台的短短幾星期就佔據各大流行音樂排行榜的前幾位，兩首歌曲都各自成為了派台兩台冠軍歌。
同年7月，王灝兒推出轉會以來的首張大碟，也是自己自2011年以來推出的第一張專輯，不但收輯了在上半年推出的《矛盾一生》三部曲的三首歌曲，也收輯了派台歌曲《太空人》、《小故事》、《Stupid BOII》及《Runaway》，其中年尾推出的全新歌曲《小故事》更成為了一首三台冠軍歌，是她出道以來派台成績最好的一年。
YouTube成績方面，主打歌曲《多少年》及《自由飛翔》在網上平台上分別得到超過5,600,000及超過3,000,000的優秀成績，更分別得到超過11,000及接近6,000讚好的成績，是該年諸多歌手之中，YouTube成績最優異的歌手之一。
在年末的各大流行音樂樂壇頒獎典禮中，王灝兒憑藉《矛盾一生》三部曲的三首歌曲橫掃樂壇多個歌手與歌曲獎項，首奪《2016年度叱咤樂壇流行榜頒獎典禮》「叱咤樂壇女歌手銅獎」。此外，她也奪得《2016年度勁歌金曲頒獎典禮》「傑出表現獎」、《新城勁爆頒獎禮2016》「勁爆女歌手銅獎」等多個歌手獎項。在歌曲獎項方面，歌曲《矛盾一生》奪得《第三十九屆十大中文金曲頒獎音樂會》「十大中文金曲」、《2016年度勁歌金曲頒獎典禮》「勁歌金曲獎」等多個大獎。
踏入2017年，王灝兒推出與男歌手吳業坤合唱的歌曲《原來只因深愛著》，是一首結合自己的代表作《矛盾一生》與歌手吳業坤的代表作《原來他不夠愛我》的班底的合唱歌曲，歌曲一推出即深受多個電台DJ的歡迎，在派台短短幾星期就成為了一首三台冠軍歌。
王灝兒在2017的下半年再接再厲，推出與樂隊Dear Jane合唱的歌曲《當自強》、單人歌曲《安全感》、《妒忌心》及《你帶著我的青春離去》，其中歌曲《安全感》成為了她在2017年的第二首三台冠軍歌，而歌曲《你帶著我的青春離去》及《當自強》也分別成為兩台冠軍歌及派台冠軍歌，成功承接上年派台的佳績。她更同時宣布會在2018年1月舉行出道以來的第一次紅館演唱會，門票在開售不久就宣告售罄，成績傲人。
YouTube成績方面，主打歌曲《原來只因深愛著》及《你帶著我的青春離去》在網上平台上分別得到超過4,000,000及超過800,000的優秀成績，更分別得到超過13,000及接近5,000讚好的成績，《原來只因深愛著》一曲更是該年諸多合唱歌曲之中，YouTube成績最優異的歌曲之一。
在年末的各大流行音樂樂壇頒獎典禮中，王灝兒憑藉歌曲《原來只因深愛著》與《安全感》橫掃樂壇多個歌手與歌曲獎項，雖然只能奪得《十大中文金曲頒獎典禮》「優秀流行歌手大獎」一個歌手獎項，歌曲《原來只因深愛著》卻奪得《2017年度勁歌金曲頒獎典禮》「最佳合唱歌曲銀獎」、《第四十屆十大中文金曲頒獎典禮》「十大中文金曲」、《新城勁爆頒獎禮2017》「勁爆合唱歌曲」等多個獎項，橫掃各大流行音樂樂壇頒獎典禮的合唱歌曲獎項，單人歌曲《安全感》則奪得《2017年度勁歌金曲頒獎典禮》「勁歌金曲獎」及《2017年度YAHOO!搜尋人氣大獎》「人氣歌曲」兩項獎項。
2018年1月6日，王灝兒舉行了一場名為「JW王灝兒Never Too Early演唱會 2018」的紅館演唱會，並推出演唱會的主題曲《I Just Wanna Stay With You》，邀請圈內好友吳業坤以及關楚耀作為嘉賓演唱，並在演唱會中為樂迷演唱從未曝光的全新作品《維多利亞》。

### 歌視巔峰：2020年至今

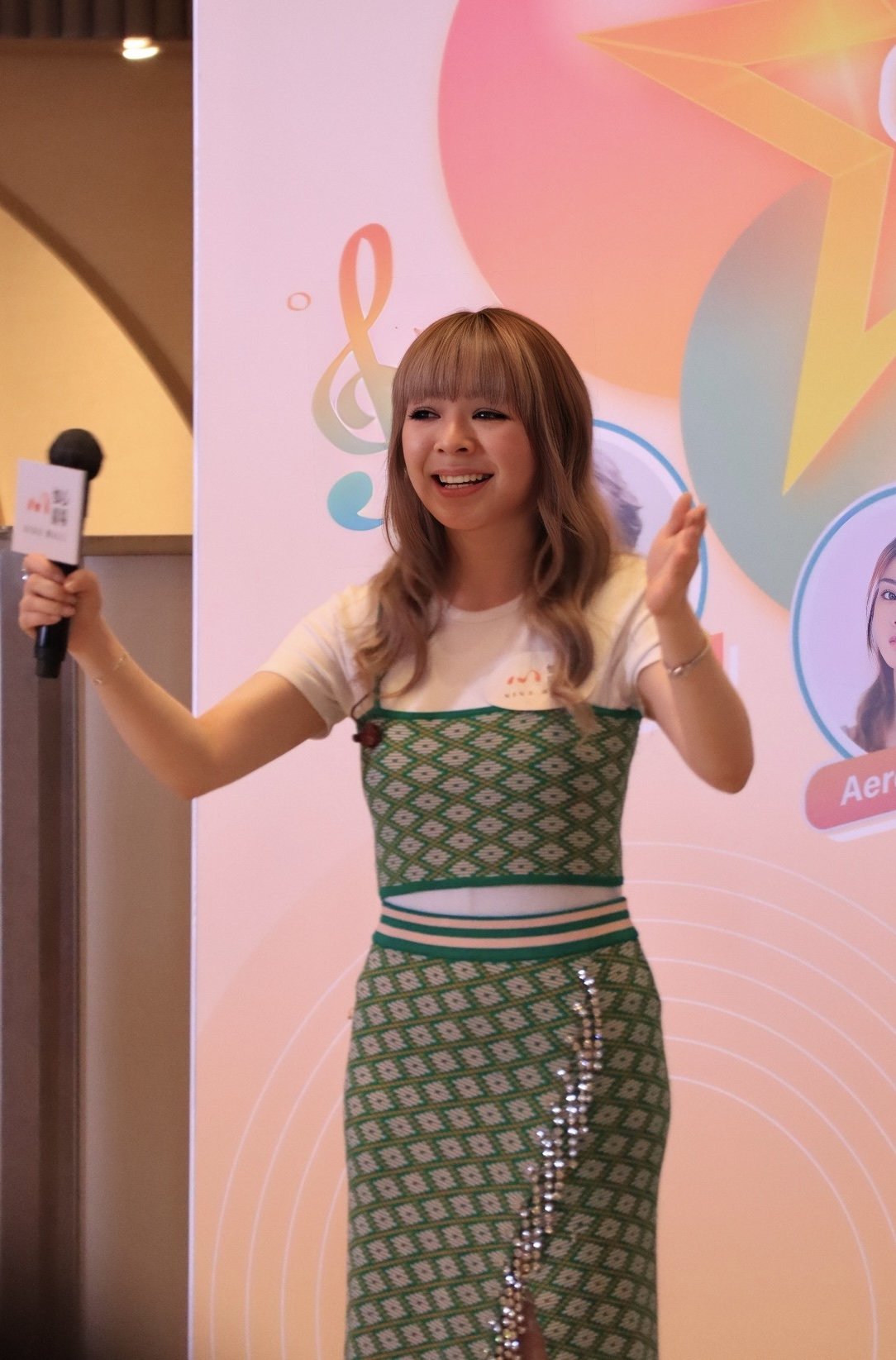
2022年10月8日，王灝兒於荃灣如心廣場商場中庭出席《追星狂熱：如心音樂祭》活動

2020年7月，宣傳新歌《小半生》時，王灝兒宣布結束跟唱片公司 Sunny Idea 五年的賓主關係，並於8月4日宣布正式加盟星夢娛樂。同年，參與拍攝無綫電視劇集《逆天奇案》及《欺詐劇團》，出演單元角色，為其入行以來首度參演電視劇。
2021年1月，王灝兒為TVB外購劇《燕雲台》獻唱主題曲《誰人在身邊》。同月，她亦為劇集《陀槍師姐2021》獻唱主題曲《我不想別離》，這是她入行以來首支過百萬點擊率的劇集歌曲，王灝兒更憑此曲奪得《香港金曲頒獎典禮 2021/2022》「香港金曲最佳劇集歌曲金獎」。
2021年4月，王灝兒簽約成為無綫電視經理人合約藝員，並在《聲夢傳奇》中擔任紅隊導師。同年，參與拍攝無綫古裝劇《痞子殿下》，並於劇中擔任第二女主角。2021年7月11日，由《聲夢傳奇》全體導師及學員主唱的TVB東京奧運2020主題曲《奪金》在YouTube首播，此曲為《聲夢傳奇》全體導師及學員首次合唱的MV。2021年8月12至15日，一眾《聲夢傳奇》導師及15位參賽者於旺角麥花臣場館舉行四場《聲·夢飛行 First Live On Stage》演唱會，王灝兒於首兩場演唱會與參賽者姚焯菲繼《聲夢傳奇》第11集後再次合唱其名曲《矛盾一生》。
同年8月，王灝兒為無綫電視長篇處境劇《愛·回家之開心速遞》獻唱第三首有歌詞的主題曲《愛心灌溉》，她憑此曲入圍《萬千星輝頒獎典禮2021》「最受歡迎電視歌曲」最後五強，同時首度入圍「飛躍進步女藝員」最後五強，並憑《逆天奇案》「佩儀」一角首度入圍「最佳女配角」。同年12月，《青春本我》播出，王灝兒於劇中飾演輔導心理學家「汪善美」。
2022年3月，王灝兒推出歌曲《納斯卡線》，找來首次合作的黃偉文填詞及Howie@Dear Jane作曲，是她加盟星夢娛樂後首支非劇集歌曲，此曲其後於各大電子傳媒取得兩冠一亞的成績。4月為《金宵大廈2》獻唱主題曲《伴我左右》。同年6月起在《聲夢傳奇2》連任導師。8月，無綫電視武俠破格古裝喜劇《痞子殿下》播出，王灝兒於劇中飾演「霍小妹」一角，並為劇集獻唱片尾曲《花不起溫暖》，同時為同時段無綫電視劇集《白色強人II》獻唱插曲《Wish》。8月30日，王灝兒推出人生首支參與創作的單曲《FF》，此曲於903專業推介、中文歌曲龍虎榜、新城勁爆本地榜和勁歌金榜奪冠，成為其歌唱生涯首支四台冠軍歌。10月，王灝兒為無綫電視台慶劇《美麗戰場》獻唱同名主題曲。
同年年尾，王灝兒入圍《萬千星輝頒獎典禮2022》「飛躍進步女藝員」最後十強，並憑《青春本我》「汪善美」一角和《痞子殿下》「霍小妹」一角首度入圍「最佳女主角」及「最受歡迎電視女角色」，更憑《白色強人II》插曲《Wish》奪得「最受歡迎電視歌曲」，同時與《痞子殿下》一眾拍檔周嘉洛、陳瀅、朱敏瀚、張頴康奪得「最受歡迎電視拍檔」。王灝兒亦於《AEG 娛樂人氣王2022》頒獎典禮憑《美麗戰場》獲得「最佳電視劇集歌曲」及「人氣歌手」。其後，王灝兒於《新城勁爆頒獎禮2022》再下一城，奪得「勁爆女歌手」，並憑人生首支四台冠軍歌《FF》獲得「勁爆新媒體歌曲」。王灝兒亦於《廣播九十五周年十大中文金曲》奪得「優秀流行歌手大獎」。
2023年2月，王灝兒推出2023年第一首派台歌曲《陪你》，此曲其後於各大電子傳媒取得兩冠兩亞的成績。6月，王灝兒推出個人主打歌曲《分手後的自癒療程》，找來李正皓作曲，薑檸樂填詞，並於MV中穿著婚紗拍攝淋花灑流淚場景，此曲派台後成為中文歌曲龍虎榜冠軍歌。9月，王灝兒推出個人主打歌曲《13歲的天堂》，找來林家謙作曲、編曲及監製、亞木填詞，更邀請《年少日記》黃梓樂擔任MV男主角。此曲其後於各大電子傳媒取得兩冠一季的成績，更於《新城勁爆頒獎禮2023》奪得「勁爆歌曲」。10月，王灝兒為無綫電視台慶劇《羅密歐與祝英台》獻唱片尾曲《原來無明天》，更於《萬千星輝頒獎典禮2023》入圍「最佳電視歌曲」最後五強。
王灝兒雖已經與男友葉韋彤（Tarzan）拍拖多年，但仍然表示會先專注事業。

## 音樂作品

### 派台歌曲成績
| 派台歌曲成績（四台）         | 派台歌曲成績（四台）       | 派台歌曲成績（四台） | 派台歌曲成績（四台） | 派台歌曲成績（四台） | 派台歌曲成績（四台） | 派台歌曲成績（四台）                                                                                                 | 派台歌曲成績（四台）                                                                                                 |      |
| ---------------------------- | -------------------------- | -------------------- | -------------------- | -------------------- | -------------------- | --- | --- | ---- |
| 唱片                         | 歌曲                       | 903                  | RTHK                 | 997                  | TVB                  | 備註 | 備註 |      |
| 2010年                       |                            |                      |                      |                      |                      | | |      |
| Los Angeles                  | 掛念好友                   | 13                   | 7                    | 13                   | -                    | 出道作品 | 出道作品 |      |
| Los Angeles                  | 男人信什麼                 | 10                   | 1                    | 1                    | 1                    | 首支三台冠軍歌 與衛蘭合唱                                                                                            | 首支三台冠軍歌 與衛蘭合唱                                                                                            |      |
| Los Angeles                  | 今天不見人                 | -                    | 7                    | 20                   | -                    | | |      |
| Los Angeles                  | 孤單不要怕                 | -                    | -                    | -                    | -                    | | |      |
| 2011年                       |                            |                      |                      |                      |                      | | |      |
| That's Me                    | 毫無自                     | ×                    | ×                    | 2                    | 1                    | | |      |
| That's Me                    | Falling In Love            | ×                    | ×                    | -                    | -                    | | |      |
| That's Me                    | Juicy Girl                 | ×                    | 6                    | 5                    | 1                    | 跨年上榜 | 跨年上榜 |      |
| That's Me                    | Juicy Girl（國）           | ×                    | -                    | -                    | ×                    | 國語力: 1 | 國語力: 1 |      |
| 2012年                       |                            |                      |                      |                      |                      | | |      |
| That's Me                    | 掛住你                     | ×                    | -                    | -                    | -                    | | |      |
|                              | Do Me More （Juicy Girl）  | ×                    | 3                    | 1                    | ×                    | 跨年上榜 | 跨年上榜 |      |
|                              | 愛到超載（Juicy Girl）     | ×                    | -                    | -                    | ×                    | 《Do Me More (Juicy Girl)》國語版本 國語力: 2                                                                        | 《Do Me More (Juicy Girl)》國語版本 國語力: 2                                                                        |      |
| 2013年                       |                            |                      |                      |                      |                      | | |      |
|                              | 飄浮女孩                   | -                    | 3                    | 3                    | ×                    | | |      |
|                              | Feel The Bass              | -                    | 7                    | 1                    | ×                    | Rap: Al Nutty 電影《喜愛夜蒲3》主題曲 另派Radio Edit Version版本                                                     | Rap: Al Nutty 電影《喜愛夜蒲3》主題曲 另派Radio Edit Version版本                                                     |      |
| 2014年                       |                            |                      |                      |                      |                      | | |      |
|                              | I Need A Friend            | -                    | -                    | -                    | ×                    | | |      |
|                              | Could You Be My Friend     | -                    | -                    | -                    | ×                    | 《I Need A Friend》國語版本 國語力: 1                                                                                | 《I Need A Friend》國語版本 國語力: 1                                                                                |      |
|                              | 性情中人                   | -                    | 9                    | 3                    | ×                    | 與蘇永康合唱 | 與蘇永康合唱 |      |
| 2015年                       |                            |                      |                      |                      |                      | | |      |
| My Tale                      | 矛盾一生                   | 1                    | 1                    | 4                    | 1                    | 首支個人三台冠軍歌 跨年上榜 DBC華語歌曲流行指數：1                                                                   | 首支個人三台冠軍歌 跨年上榜 DBC華語歌曲流行指數：1                                                                   |      |
| 2016年                       |                            |                      |                      |                      |                      | | |      |
| My Tale                      | 多少年                     | 1                    | 1                    | 2                    | 2                    | DBC華語歌曲流行指數：2                                                                                               | DBC華語歌曲流行指數：2                                                                                               |      |
| My Tale                      | 自由飛翔                   | 1                    | 1                    | 3                    | 2                    | DBC華語歌曲流行指數：5                                                                                               | DBC華語歌曲流行指數：5                                                                                               |      |
| My Tale                      | 太空人                     | 17                   | -                    | -                    | -                    | | |      |
| My Tale                      | Stupid BOII                | 18                   | -                    | -                    | -                    | | |      |
| My Tale                      | Runaway                    | -                    | 16                   | -                    | -                    | | |      |
| My Tale                      | 小故事                     | 3                    | 1                    | 1                    | 1                    | 三台冠軍歌 跨年上榜                                                                                                  | 三台冠軍歌 跨年上榜                                                                                                  |      |
|                              | 星足印                     | ×                    | 1                    | ×                    | ×                    | 與AGA、Gin Lee、鄭欣宜合唱 跨年上榜 《第三十九屆十大中文金曲頒獎音樂會》開場曲                                       | 與AGA、Gin Lee、鄭欣宜合唱 跨年上榜 《第三十九屆十大中文金曲頒獎音樂會》開場曲                                       |      |
| 2017年                       |                            |                      |                      |                      |                      | | |      |
|                              | 香港 • 我家                | -                    | 3                    | -                    | -                    | 香港回歸二十週年主題曲 與李克勤、楊千嬅、周柏豪、陳柏宇、鄭欣宜、AGA、洪卓立、許廷鏗、林欣彤合唱                     | 香港回歸二十週年主題曲 與李克勤、楊千嬅、周柏豪、陳柏宇、鄭欣宜、AGA、洪卓立、許廷鏗、林欣彤合唱                     |      |
| My Tale                      | 原來只因深愛著             | 11                   | 1                    | 1                    | 1                    | 三台冠軍歌 與吳業坤合唱                                                                                              | 三台冠軍歌 與吳業坤合唱                                                                                              |      |
|                              | 當自強                     | ×                    | 1                    | ×                    | ×                    | 與Dear Jane合唱 香港電台太陽計劃2017主題曲 全球華語歌曲排行榜：12                                                    | 與Dear Jane合唱 香港電台太陽計劃2017主題曲 全球華語歌曲排行榜：12                                                    |      |
|                              | 安全感                     | 1                    | 1                    | 2                    | 1                    | 三台冠軍歌 | 三台冠軍歌 |      |
|                              | 妒忌心                     | 11                   | -                    | -                    | -                    | | |      |
|                              | 你帶著我的青春離去         | 1                    | 1                    | 3                    | 1                    | 三台冠軍歌 跨年上榜 加拿大至 HIT 中文歌曲排行榜：1 hmv PLAY 本週新歌排行榜：8 全球華語歌曲排行榜：14                 | 三台冠軍歌 跨年上榜 加拿大至 HIT 中文歌曲排行榜：1 hmv PLAY 本週新歌排行榜：8 全球華語歌曲排行榜：14                 |      |
| 2018年                       |                            |                      |                      |                      |                      | | |      |
|                              | I Just Wanna Stay With You | 16                   | -                    | -                    | -                    | Never Too Early 2018 演唱會主題曲 加拿大至 HIT 中文歌曲排行榜：3                                                     | Never Too Early 2018 演唱會主題曲 加拿大至 HIT 中文歌曲排行榜：3                                                     |      |
|                              | 維多利亞                   | 2                    | 1                    | -                    | -                    | 加拿大至 HIT 中文歌曲排行榜：2                                                                                       | 加拿大至 HIT 中文歌曲排行榜：2                                                                                       |      |
|                              | 主宰                       | 1                    | 1                    | -                    | -                    | 加拿大至 HIT 中文歌曲排行榜：10                                                                                      | 加拿大至 HIT 中文歌曲排行榜：10                                                                                      |      |
|                              | 揮揮手                     | 13                   | 3                    | -                    | 1                    | 跨年上榜 加拿大至 HIT 中文歌曲排行榜：2                                                                              | 跨年上榜 加拿大至 HIT 中文歌曲排行榜：2                                                                              |      |
|                              | 為全世界歌唱               | ×                    | 1                    | ×                    | ×                    | 跨年上榜 《第四十一屆十大中文金曲》主題曲 與鄭欣宜、AGA、周柏豪、胡鴻鈞、梁釗峰、陳柏宇、Gin Lee、許廷鏗、吳業坤合唱 | 跨年上榜 《第四十一屆十大中文金曲》主題曲 與鄭欣宜、AGA、周柏豪、胡鴻鈞、梁釗峰、陳柏宇、Gin Lee、許廷鏗、吳業坤合唱 |      |
| 2019年                       |                            |                      |                      |                      |                      | | |      |
|                              | 逃生門                     | 12                   | 1                    | ×                    | 1                    | 加拿大至 HIT 中文歌曲排行榜：5                                                                                       | 加拿大至 HIT 中文歌曲排行榜：5                                                                                       |      |
|                              | 年末感恩                   | 3                    | 7                    | ×                    | -                    | 跨年上榜 加拿大至 HIT 中文歌曲排行榜：1                                                                              | 跨年上榜 加拿大至 HIT 中文歌曲排行榜：1                                                                              |      |
| 派台歌曲成績（五台）         |                            |                      |                      |                      |                      | | |      |
| 唱片                         | 歌曲                       | 903                  | RTHK                 | 997                  | TVB                  | ViuTV | 備註 | 備註 |
| 2020年                       |                            |                      |                      |                      |                      | | |      |
|                              | 輕熟女                     | -                    | 13                   | ×                    | 1                    | 5 | 加拿大至 HIT 中文歌曲排行榜：1                                                                                       |      |
|                              | 小半生                     | 11                   | -                    | ×                    | 1                    | - | 加拿大至 HIT 中文歌曲排行榜：2                                                                                       |      |
| 2021年                       |                            |                      |                      |                      |                      | | |      |
|                              | 誰人在身邊                 | ×                    | ×                    | ×                    | 1                    | × | 無綫外購劇《燕雲台》香港版主題曲                                                                                     |      |
|                              | 我不想別離                 | -                    | 3                    | 3                    | 1                    | × | 無綫電視劇《陀槍師姐2021》主題曲 加拿大至 HIT 中文歌曲排行榜：1                                                      |      |
|                              | 奪金                       | -                    | ×                    | ×                    | 1                    | × | 《聲夢傳奇》導師及學員合唱 TVB東京奧運主題曲                                                                         |      |
|                              | 愛心灌溉                   | ×                    | ×                    | ×                    | -                    | × | 無綫電視劇《愛·回家之開心速遞》主題曲                                                                                |      |
| 2022年                       |                            |                      |                      |                      |                      | | |      |
|                              | 納斯卡線                   | 4                    | 1                    | 2                    | 1                    | × | 加拿大至 HIT 中文歌曲排行榜：4                                                                                       |      |
|                              | 伴我左右                   | ×                    | ×                    | ×                    | -                    | × | 無綫電視劇《金宵大廈2》插曲                                                                                          |      |
|                              | FF                         | 1                    | 1                    | 1                    | 1                    | × | 首支四台冠軍歌 加拿大至 HIT 中文歌曲排行榜：2                                                                        |      |
| 經典·傳承 無綫電視55周年大碟 | 祝君好                     | ×                    | ×                    | ×                    | -                    | × | 與張智霖合唱 翻唱張智霖作品                                                                                          |      |
| 2023年                       |                            |                      |                      |                      |                      | | |      |
|                              | 陪你                       | 2                    | 1                    | 2                    | 1                    | × | |      |
|                              | 分手後的自癒療程           | -                    | 1                    | -                    | 7                    | × | 加拿大至 HIT 中文歌曲排行榜：8                                                                                       |      |
|                              | 13歲的天堂                 | -                    | 1                    | 3                    | 1                    | × | |      |
| 2024年                       |                            |                      |                      |                      |                      | | |      |
|                              | 無界                       | -                    | -                    | -                    | -                    | × | 與TVB群星合唱 TVB 2024巴黎奧運主題曲                                                                                 |      |
|                              | Proud To Be A Woman（英）  | ×                    | ×                    | ×                    | -                    | × | 與鍾柔美、詹天文合唱 無綫節目《2024年度香港小姐競選》主題曲                                                          |      |

| 各台冠軍歌總數 | 各台冠軍歌總數 | 各台冠軍歌總數 | 各台冠軍歌總數 | 各台冠軍歌總數 | 各台冠軍歌總數    | 各台冠軍歌總數                      |
| -------------- | -------------- | -------------- | -------------- | -------------- | ----------------- | ----------------------------------- |
| 四台a          | 903            | RTHK           | 997            | TVB            | 備註              | 備註                                |
| 四台a          | 7              | 19             | 6              | 19             | 四台冠軍歌總數：1 | 四台冠軍歌總數：1                   |
| 五台b          | 903            | RTHK           | 997            | TVB            | ViuTV             | 備註                                |
| 五台b          | 1              | 5              | 1              | 9              | 0                 | 五台冠軍歌總數：0 四台冠軍歌總數：1 |

- （*）仍在榜上
- （-）未能上榜
- （×）沒有派往該台
- （(1)）兩週冠軍
- ^  注解a：包括2020年後的冠軍歌曲
- ^  注解b：2020年起

### 個人專輯
| 專輯 # | 專輯名稱             | 語言       | 專輯類型 | 發行公司   | 發行日期      | 曲目 |
| ------ | -------------------- | ---------- | -------- | ---------- | ------------- | --- |
| 1st    | Los Angeles (CD+DVD) | 粵語       | EP       | A Music    | 2010年7月24日 | 曲目 CD 1. 掛念好友 2. 男人信什麼（衛蘭、JW） 3. 今天不見人 4. 孤單不要怕 5. 敢抱未敢愛 6. 戰勝服從 DVD 1. 掛念好友 MV 2. 男人信什麼（衛蘭、JW） MV 3. 孤單不要怕 MV 4. 敢抱未敢愛 MV                                                                                         |
| 2nd    | That's Me (CD+DVD)   | 粵語、國語 | EP       | A Music    | 2011年11月4日 | 曲目 CD 1. 毫無自制 2. Juicy Girl （Juicy Girl 廣東版） 3. 氹我 4. Falling in Love 5. 掛住你 6. Juicy Girl （Juicy Girl 國語版） DVD 1. 毫無自制 MV 2. Juicy Girl （Juicy Girl 廣東版）MV 3. 氹我 MV 4. Falling in Love MV 5. 掛住你 MV 6. Juicy Girl （Juicy Girl 國語版）MV |
| 3rd    | My Tale              | 粵語       | 大碟     | Sunny Idea | 2017年7月18日 | 曲目 1. 矛盾一生 2. 多少年 3. 自由飛翔 4. 太空人 5. Stupid BOII 6. RUNAWAY 7. 小故事 8. 原來只因深愛著（與吳業坤合唱） |

### TVB主題歌曲
| 年份   | 歌曲                | 備註                            | 首次收錄專輯 |
| ------ | ------------------- | ------------------------------- | ------------ |
| 2021年 | 誰人在身邊          | 外購劇《燕雲台》主題曲          | 未曾收錄     |
| 2021年 | 我不想別離          | 劇集《陀槍師姐2021》主題曲      | 未曾收錄     |
| 2021年 | 愛心灌溉            | 劇集《愛·回家之開心速遞》主題曲 | 未曾收錄     |
| 2022年 | 伴我左右            | 劇集《金宵大廈2》主題曲         | 未曾收錄     |
| 2022年 | Wish                | 劇集《白色強人2》插曲           | 未曾收錄     |
| 2022年 | 花不起溫暖          | 劇集《痞子殿下》插曲            | 未曾收錄     |
| 2022年 | 美麗戰場            | 劇集《美麗戰場》主題曲          | 未曾收錄     |
| 2023年 | 原來無明天          | 劇集《羅密歐與祝英台》插曲      | 未曾收錄     |
| 2024年 | The Break Of Dawn   | 劇集《反黑英雄》片尾曲          | 未曾收錄     |
| 2024年 | Proud To Be A Woman | 選美《2024香港小姐競選》主題曲  | 未曾收錄     |
| 2025年 | 明日見              | 劇集《痞子無間道》主題曲        | 未曾收錄     |

### 雙語歌曲
以下是王灝兒出道以來，擁有兩種不同語言版本之歌曲。
| 序號 | 國語                 | 粵語            |
| ---- | -------------------- | --------------- |
| 01   | Juicy Girl           | Juicy Girl      |
| 02   | Could U Be My Friend | I Need A Friend |
| 03   | 愛到超載             | Do me more      |

## 演唱會／音樂會
| 場次 | 日期             | 城市 | 場地                        | 名稱                                   | 備註                         |
| 1    | 2010年7月24日    | 香港 | 香港會議展覽中心            | SmarTone-Vodafone X JW掛念好友音樂會   | 嘉賓：黎明、衛蘭             |
| 2    | 2016年8月30-31日 | 香港 | 九龍灣國際展貿中心Star Hall | Stage of Grief                         | 嘉賓：周國賢、吳業坤         |
| 1    | 2018年1月6日     | 香港 | 紅磡香港體育館              | JW 王灝兒 Never Too Early 2018 演唱會  | 嘉賓：關楚耀、吳業坤、鄭中基 |
| 1    | 2023年11月12日   | 中国 | 佛山嶺南明珠訓練館          | JW 王灝兒小故事音樂會                  |                              |
| 1    | 2024年6月22日    | 中国 | 廣州中山紀念堂              | JW 王灝兒PERFECTLY IMPERFECT巡迴演唱會 |                              |
| 1    | 2024年12月14日   | 中国 | 順德演藝中心大劇院          | JW 王灝兒PERFECTLY IMPERFECT巡迴演唱會 |                              |
| 1    | 2025年4月27日    | 中国 | 橫琴創新方動融館            | JW 王灝兒PERFECTLY IMPERFECT巡迴演唱會 |                              |

## 演出作品

### 官方音樂錄影帶
| 年份   | 歌曲                            | 歌手                   | 導演     | 發行公司   | 附註                     |
| ------ | ------------------------------- | ---------------------- | -------- | ---------- | ------------------------ |
| 2010年 | 掛念好友                        | 王灝兒                 |          | A Music    | 由文詠珊主演             |
| 2010年 | 男人信什麼（Promotion Version） | 王灝兒、衛蘭           |          |            | 由衛蘭主演               |
| 2010年 | 男人信什麼                      | 王灝兒、衛蘭           |          | A Music    | 由鄭雨盛及樂基兒主演     |
| 2010年 | 今天不見人                      | 王灝兒                 |          | A Music    | 於美國洛杉磯取景         |
| 2010年 | 孤單不要怕                      | 王灝兒                 |          | A Music    | 於美國洛杉磯取景         |
| 2010年 | 敢抱未敢愛                      | 王灝兒                 |          | A Music    | 於美國洛杉磯取景         |
| 2011年 | 毫無自制                        | 王灝兒                 | 晴朗     | A Music    | 於英國倫敦取景           |
| 2011年 | Falling In Love                 | 王灝兒                 | 晴朗     | A Music    | 於英國倫敦取景           |
| 2011年 | Juicy Girl                      | 王灝兒                 | 黎明     | A Music    |                          |
| 2011年 | Juicy Girl（國）                | 王灝兒                 | 黎明     | A Music    |                          |
| 2011年 | 氹我                            | 王灝兒                 | 晴朗     | A Music    | 於英國倫敦取景           |
| 2011年 | 掛住你                          | 王灝兒                 | 晴朗     | A Music    | 於英國倫敦取景           |
| 2011年 | 尼古拉（王灝兒客串演出）        | 李治廷                 | 晴朗     | A Music    | 於英國倫敦取景           |
| 2012年 | Do Me More （Juicy Girl）       | 王灝兒                 | 黎明     | A Music    |                          |
| 2012年 | 愛到超載（Juicy Girl）          | 王灝兒                 | 黎明     | A Music    |                          |
| 2013年 | 飄浮女孩（歌詞版）              | 王灝兒                 |          | A Music    |                          |
| 2013年 | 飄浮女孩                        | 王灝兒                 |          | A Music    | 王灝兒首度參與故事創作   |
| 2013年 | Feel The Bass（歌詞版）         | 王灝兒                 |          | A Music    |                          |
| 2013年 | Feel The Bass                   | 王灝兒                 |          | A Music    | 全港首部4K音樂錄影帶     |
| 2013年 | Feel The Bass（電影版）         | 王灝兒                 |          | A Music    |                          |
| 2014年 | I Need A Friend（歌詞版）       | 王灝兒                 |          | A Music    |                          |
| 2014年 | I Need A Friend                 | 王灝兒                 | 馬天佑   | A Music    | 張倚雯、顏后君等參與演出 |
| 2014年 | Could You Be My Friend          | 王灝兒                 |          | A Music    |                          |
| 2014年 | 性情中人                        | 王灝兒、蘇永康         |          | A Music    |                          |
| 2015年 | 矛盾一生                        | 王灝兒                 |          | Sunny Idea |                          |
| 2016年 | 多少年                          | 王灝兒                 |          | Sunny Idea |                          |
| 2016年 | 自由飛翔                        | 王灝兒                 |          | Sunny Idea |                          |
| 2016年 | 太空人                          | 王灝兒                 |          | Sunny Idea |                          |
| 2016年 | Stupid BOII                     | 王灝兒                 |          | Sunny Idea |                          |
| 2016年 | Runaway                         | 王灝兒                 |          | Sunny Idea |                          |
| 2016年 | 小故事                          | 王灝兒                 |          | Sunny Idea |                          |
| 2021年 | 誰人在身邊                      | 王灝兒                 |          | 星夢娛樂   |                          |
| 2021年 | 我不想別離                      | 王灝兒                 |          | 星夢娛樂   |                          |
| 2021年 | 愛心灌溉                        | 王灝兒                 |          | 星夢娛樂   |                          |
| 2022年 | 納斯卡線                        | 王灝兒                 |          | 星夢娛樂   |                          |
| 2022年 | FF                              | 王灝兒                 | Jack Lam | 星夢娛樂   |                          |
| 2023年 | 陪你                            | 王灝兒                 |          | 星夢娛樂   |                          |
| 2023年 | 分手後的自癒療程                | 王灝兒                 |          | 星夢娛樂   |                          |
| 2023年 | 13歲的天堂                      | 王灝兒                 |          | 星夢娛樂   | 由黃梓樂主演             |
| 2024年 | Proud To Be A Woman             | 王灝兒、鍾柔美、詹天文 |          | 星夢娛樂   |                          |

### 電視劇（無綫電視）
| 首播   | 劇名       | 角色           | 備註       |
| 2021年 | 逆天奇案   | 佩儀           | 單元角色   |
| 2021年 | 欺詐劇團   | 卓欣欣         | 單元角色   |
| 2021年 | 青春本我   | 汪善美         | 女主角     |
| 2022年 | 痞子殿下   | 霍小妹（細契） | 第二女主角 |
| 2022年 | 美麗戰場   | 芝姐           | 特別演出   |
| 2023年 | 新四十二章 | 關曉菁         | 特別演出   |
| 2025年 | 痞子無間道 | 高 強          | 第二女主角 |

### 電視劇（其他）
| 首播   | 劇名     | 角色 | 備註 |
| 2023年 | 攻心證室 |      |      |

### 綜藝節目（無綫電視）
| 首播   | 節目名稱                                         | 備註         |
| 2021年 | 聲夢傳奇                                         | 星級歌手導師 |
| 2021年 | 聲·夢飛行 First Live On Stage                    |              |
| 2022年 | 聲夢傳奇2                                        | 星級歌手導師 |
| 2022年 | 開心無敵獎門人                                   | 嘉賓         |
| 2023年 | 中年好聲音紅白大戰                               | 演出         |
| 2023年 | 明愛暖萬心                                       | 演出         |
| 2023年 | 星光熠熠耀保良                                   | 演出         |
| 2023年 | 約埋班Friend去旅行                               | 演出         |
| 2023年 | 香港同胞慶祝中華人民共和國成立七十四周年文藝晚會 | 演出         |

## 獎項及提名
| 年份   | 頒獎單位                                                                    | 獎項                     | 作品                                     | 結果                               |
| ------ | --------------------------------------------------------------------------- | ------------------------ | ---------------------------------------- | ---------------------------------- |
| 2002年 | 瑪利曼中學English Solo                                                      | 冠軍                     | 不適用                                   | 獲獎                               |
| 2003年 | 瑪利曼中學Foreign Language                                                  | 冠軍                     | 不適用                                   | 獲獎                               |
| 2004年 | 瑪利曼中學English Solo                                                      | 冠軍                     | 不適用                                   | 獲獎                               |
| 2004年 | 瑪利曼中學English Solo                                                      | 全場總冠軍               | 不適用                                   | 獲獎                               |
| 2005年 | 香港國際學校Karaoke Contest                                                 | 亞軍                     | 不適用                                   | 獲獎                               |
| 2006年 | 蜂鳥音樂Spice It Up 學園祭                                                  | 亞軍                     | 不適用                                   | 獲獎                               |
| 2006年 | (華仁書院+瑪利曼中學)Joint School Charity Variety Show Calacas Solo         | 亞軍                     | 不適用                                   | 獲獎                               |
| 2006年 | (華仁書院+瑪利曼中學)Joint School Charity Variety Show Avant Garde Solo     | 亞軍                     | 不適用                                   | 獲獎                               |
| 2006年 | (華仁書院+瑪利曼中學)Joint School Charity Variety Show Rhapsody Vivace Solo | 亞軍                     | 不適用                                   | 獲獎                               |
| 2006年 | 香港國際學校Karaoke Contest                                                 | 冠軍                     | 不適用                                   | 獲獎                               |
| 2007年 | (華仁書院+瑪利曼中學)Joint School Charity Variety Show Shika Tamaa Solo     | 亞軍                     | 不適用                                   | 獲獎                               |
| 2010年 | 2010勁歌金曲優秀選第二回                                                    | 得獎歌曲                 | 《男人信什麼》（與衛蘭合唱）             | 獲獎                               |
| 2010年 | 新城勁爆頒獎禮2010                                                          | 新城勁爆合唱歌曲         | 《男人信什麼》（與衛蘭合唱）             | 獲獎                               |
| 2010年 | 新城勁爆頒獎禮2010                                                          | 新城勁爆年度歌曲大獎     | 《男人信什麼》（與衛蘭合唱）             | 獲獎                               |
| 2010年 | 新城勁爆頒獎禮2010                                                          | 新城勁爆新人王（女歌手） | 不適用                                   | 獲獎                               |
| 2010年 | 第三十三屆十大中文金曲頒獎音樂會                                            | 最有前途新人獎           | 不適用                                   | 銀獎                               |
| 2010年 | 2010年度十大勁歌金曲頒獎典禮                                                | 最受歡迎新人獎           | 不適用                                   | 金獎                               |
| 2010年 | 2010年度十大勁歌金曲頒獎典禮                                                | 十大勁歌金曲獎           | 《男人信什麼》（與衛蘭合唱）             | 獲獎                               |
| 2010年 | 2010年度十大勁歌金曲頒獎典禮                                                | 十大勁歌金曲             | 《男人信什麼》（與衛蘭合唱）             | 金獎                               |
| 2010年 | IFPI香港唱片銷量大獎2010                                                    | 十大銷量廣東唱片         | 《Los Angeles》                          | 獲獎                               |
| 2010年 | IFPI香港唱片銷量大獎2010                                                    | 十大銷量本地歌手         | 不適用                                   | 獲獎                               |
| 2010年 | IFPI香港唱片銷量大獎2010                                                    | 最暢銷本地女新人         | 不適用                                   | 獲獎                               |
| 2010年 | 第8屆「勁歌王」全球華人樂壇音樂盛典                                         | 香港傑出青年歌手獎       | 不適用                                   | 獲獎                               |
| 2010年 | 第8屆「勁歌王」全球華人樂壇音樂盛典                                         | 至尊金曲獎               | 《男人信什麼》（與衛蘭合唱）             | 獲獎                               |
| 2013年 | 第9屆「勁歌王」全球華人樂壇音樂盛典                                         | 最佳跳舞歌手             | 不適用                                   | 獲獎                               |
| 2013年 | 第9屆「勁歌王」全球華人樂壇音樂盛典                                         | 香港傑出青年歌手獎       | 不適用                                   | 獲獎                               |
| 2013年 | 新城勁爆頒獎禮2013                                                          | 新城勁爆人氣歌手         | 不適用                                   | 獲獎                               |
| 2013年 | 新城勁爆頒獎禮2013                                                          | 新城勁爆跳舞歌曲         | 《Feel The Bass》                        | 獲獎                               |
| 2014年 | 新城國語力頒獎禮2014                                                        | 新城國語力跳舞歌曲       | 《Could U Be My Friend》                 | 獲獎                               |
| 2014年 | 新城國語力頒獎禮2014                                                        | 新城國語力人氣偶像       | 不適用                                   | 獲獎                               |
| 2014年 | 新城勁爆頒獎禮2014                                                          | 新城勁爆跳唱歌手         | 不適用                                   | 獲獎                               |
| 2014年 | 新城勁爆頒獎禮2014                                                          | 新城勁爆跳舞歌曲         | 《Could U Be My Friend》                 | 獲獎                               |
| 2015年 | YAHOO!人氣大獎2015                                                          | 人氣歌曲                 | 《矛盾一生》                             | 獲獎                               |
| 2015年 | 新城勁爆頒獎禮2015                                                          | 新城勁爆演繹大獎         | 《矛盾一生》                             | 獲獎                               |
| 2015年 | 香港流行音樂MV頒獎典禮2015第二季季選                                        | 得獎MV                   | 《矛盾一生》                             | 獲獎                               |
| 2016年 | 2016年勁歌金曲優秀選第一回                                                  | 得奬歌曲                 | 《矛盾一生》                             | 獲獎                               |
| 2016年 | 2016勁歌金曲優秀選第二回                                                    | 得奬歌曲                 | 《自由飛翔》                             | 獲獎                               |
| 2016年 | YAHOO!人氣大獎2016 頒獎典禮                                                 | 人氣歌曲                 | 《多少年》                               | 獲獎                               |
| 2016年 | 新城勁爆頒獎禮2016                                                          | 勁爆女歌手               | 不適用                                   | 銅獎                               |
| 2016年 | 2016年度叱咤樂壇流行榜頒獎典禮                                              | 叱咤樂壇女歌手           | 不適用                                   | 銅獎                               |
| 2016年 | 第三十九屆十大中文金曲頒獎音樂會                                            | 十大中文金曲             | 《矛盾一生》                             | 獲獎                               |
| 2016年 | 2016年度勁歌金曲頒獎典禮                                                    | 勁歌金曲獎               | 《矛盾一生》                             | 獲獎                               |
| 2016年 | 2016年度勁歌金曲頒獎典禮                                                    | 傑出表現獎               | 不適用                                   | 獲獎                               |
| 2017年 | 2017勁歌金曲優秀選第一回                                                    | 得獎歌曲                 | 《小故事》                               | 獲獎                               |
| 2017年 | 2017勁歌金曲優秀選第二回                                                    | 得獎歌曲                 | 《安全感》                               | 獲獎                               |
| 2017年 | YAHOO!人氣大獎2017頒獎典禮                                                  | 人氣歌曲                 | 《安全感》                               | 獲獎                               |
| 2017年 | YAHOO!人氣大獎2017頒獎典禮                                                  | 人氣歌曲合唱歌           | 《原來只因深愛著》（與吳業坤合唱）       | 獲獎                               |
| 2017年 | 第四十屆十大中文金曲                                                        | 優秀流行歌手大獎         | 不適用                                   | 獲獎                               |
| 2017年 | 第四十屆十大中文金曲                                                        | 十大中文金曲             | 《原來只因深愛著》（與吳業坤合唱）       | 獲獎                               |
| 2017年 | 新城勁爆頒獎禮2017                                                          | 勁爆合唱歌曲             | 《原來只因深愛著》（與吳業坤合唱）       | 獲獎                               |
| 2017年 | 2017年度勁歌金曲頒獎典禮                                                    | 最佳合唱歌曲             | 《原來只因深愛著》（與吳業坤合唱）       | 銀獎                               |
| 2017年 | 2017年度勁歌金曲頒獎典禮                                                    | 勁歌金曲獎               | 《安全感》                               | 獲獎                               |
| 2017年 | 加拿大至HIT中文歌曲排行榜2017年度總選                                       | 全國推崇十大歌曲（粵語） | 《安全感》                               | 獲獎                               |
| 2018年 | 2018全球華語金曲獎                                                          | 傑出年青歌手／偶像       | 不適用                                   | 獲獎                               |
| 2018年 | 2018勁歌金曲優秀選第一回                                                    | 得獎歌曲                 | 《你帶著我的青春離去》                   | 獲獎                               |
| 2018年 | 2018勁歌金曲優秀選第二回                                                    | 得獎歌曲                 | 《主宰》                                 | 獲獎                               |
| 2018年 | Yahoo搜尋人氣大獎2018                                                       | 人氣歌曲                 | 《揮揮手》                               | 獲獎                               |
| 2018年 | 第四十一屆十大中文金曲                                                      | 優秀流行歌手大獎         | 不適用                                   | 獲獎                               |
| 2018年 | 2018年度勁歌金曲頒獎典禮                                                    | 勁歌金曲獎               | 《你帶著我的青春離去》                   | 獲獎                               |
| 2019年 | 2019勁歌金曲優秀選第二回                                                    | 得獎歌曲                 | 《逃生門》                               | 獲獎                               |
| 2019年 | 2019年度勁歌金曲頒獎典禮                                                    | 勁歌金曲獎               | 《逃生門》                               | 獲獎                               |
| 2020年 | 2020勁歌金曲優秀選第一回                                                    | 得獎歌曲                 | 《輕熟女》                               | 獲獎                               |
| 2020年 | 2020勁歌金曲優秀選第二回                                                    | 得獎歌曲                 | 《小半生》                               | 獲獎                               |
| 2020年 | 萬千星輝頒獎典禮2020                                                        | 最受歡迎電視歌曲         | 《誰人在身邊》                           | 提名                               |
| 2020年 | 2020年度勁歌金曲頒獎典禮                                                    | 勁歌金曲獎               | 《輕熟女》                               | 獲獎                               |
| 2021年 | 2021勁歌金曲優秀作品第一回                                                  | 得獎歌曲                 | 《我不想別離》                           | 獲獎                               |
| 2021年 | 萬千星輝頒獎典禮2021                                                        | 最佳女配角               | 《逆天奇案》                             | 提名                               |
| 2021年 | 萬千星輝頒獎典禮2021                                                        | 飛躍進步女藝員           | 《逆天奇案》、《欺詐劇團》、《聲夢傳奇》 | 最後五強                           |
| 2021年 | 萬千星輝頒獎典禮2021                                                        | 最受歡迎電視歌曲         | 《愛心灌溉》                             | 最後五強                           |
| 2021年 | 萬千星輝頒獎典禮2021                                                        | 最受歡迎電視歌曲         | 《我不想別離》                           | 提名                               |
| 2021年 | 萬千星輝頒獎典禮2021                                                        | 最受歡迎電視歌曲         | 《奪金》                                 | 與《聲夢傳奇》導師及學員提名       |
| 2021年 | 2021年度JOOX TOP聽推介全年榜                                                | 年度TOP聽推介OST         | 《我不想別離》                           | 第三位                             |
| 2022年 | 香港金曲頒獎典禮 2021/2022                                                  | 香港金曲最佳劇集歌曲獎   | 《我不想別離》                           | 金獎                               |
| 2022年 | Yahoo! 搜尋人氣大獎2022                                                     | 熱搜本地男女藝人或組合   | 不適用                                   | 頭100位                            |
| 2022年 | 萬千星輝頒獎典禮2022                                                        | 最佳女主角               | 《青春本我》                             | 提名                               |
| 2022年 | 萬千星輝頒獎典禮2022                                                        | 最佳女主角               | 《痞子殿下》                             | 提名                               |
| 2022年 | 萬千星輝頒獎典禮2022                                                        | 最受歡迎電視女角色       | 《痞子殿下》                             | 提名                               |
| 2022年 | 萬千星輝頒獎典禮2022                                                        | 最受歡迎電視女角色       | 《青春本我》                             | 提名                               |
| 2022年 | 萬千星輝頒獎典禮2022                                                        | 飛躍進步女藝員           | 《痞子殿下》、《聲夢傳奇2》              | 最後十強                           |
| 2022年 | 萬千星輝頒獎典禮2022                                                        | 最受歡迎電視歌曲         | 《愛心灌溉》                             | 最後十強                           |
| 2022年 | 萬千星輝頒獎典禮2022                                                        | 最受歡迎電視歌曲         | 《伴我左右》                             | 提名                               |
| 2022年 | 萬千星輝頒獎典禮2022                                                        | 最受歡迎電視歌曲         | 《Wish》                                 | 獲獎                               |
| 2022年 | 萬千星輝頒獎典禮2022                                                        | 最受歡迎電視歌曲         | 《愛偏偏不可以》                         | 提名                               |
| 2022年 | 萬千星輝頒獎典禮2022                                                        | 最受歡迎電視歌曲         | 《美麗戰場》                             | 提名                               |
| 2022年 | 萬千星輝頒獎典禮2022                                                        | 最受歡迎電視歌曲         | 《Perfect Type》                         | 提名                               |
| 2022年 | 萬千星輝頒獎典禮2022                                                        | 最受歡迎電視拍檔         | 《青春本我》                             | 與吳業坤獲提名                     |
| 2022年 | 萬千星輝頒獎典禮2022                                                        | 最受歡迎電視拍檔         | 《痞子殿下》                             | 獲獎與周嘉洛、陳瀅、朱敏瀚、張頴康 |
| 2022年 | AEG 娛樂人氣王2022                                                          | 最佳電視劇集歌曲         | 《美麗戰場》                             | 獲獎                               |
| 2022年 | AEG 娛樂人氣王2022                                                          | 人氣歌手                 | 不適用                                   | 獲獎                               |
| 2022年 | 新城勁爆頒獎禮2022                                                          | 勁爆新媒體歌曲           | 《FF》                                   | 獲獎                               |
| 2022年 | 新城勁爆頒獎禮2022                                                          | 勁爆女歌手               | 不適用                                   | 獲獎                               |
| 2023年 | 廣播九十五周年十大中文金曲                                                  | 優秀流行歌手大獎         | 不適用                                   | 獲獎                               |
| 2023年 | 第8屆VIP音樂榜頒獎禮                                                        | VIP熱播歌曲              | 《陪你》                                 | 獲獎                               |
| 2023年 | 新城勁爆頒獎禮2023                                                          | 勁爆歌曲                 | 《13歲的天堂》                           | 獲獎                               |
| 2023年 | 萬千星輝頒獎典禮2023                                                        | 最佳電視歌曲             | 《原來無明天》                           | 最後五強                           |
| 2023年 | 萬千星輝頒獎典禮2023                                                        | 飛躍進步女藝員           | 《新四十二章》、《約埋班Friend去旅行》   | 最後十強                           |
| 2024年 | 第四十五屆十大中文金曲                                                      | 優秀流行歌手大獎         | 不適用                                   | 獲獎                               |

## 外部連結
- 王灝兒的Facebook專頁
- 王灝兒的Instagram帳戶
- 王灝兒的新浪微博
- YouTube上的王灝兒頻道